# 博戈罗茨科耶 (莫斯科州市级镇)
博戈罗茨科耶（羅馬化：Bogorodskoye）是俄罗斯莫斯科州的工人村（市级镇），属州辖市谢尔吉耶夫镇（谢尔吉耶夫镇城市区），地处莫斯科州北部，位于谢尔吉耶夫镇北偏东、州府莫斯科东北方，靠近莫斯科州与弗拉基米尔州的州界。伏尔加河流域内杜布纳河一支流库尼亚河（Кунья）流经该地。
该地2021年人口有8,710人；2010年人口9,108；2002年人口9,352；1989年人口8,872。